# Rusty Nails
Rusty Nails, de son vrai nom James H. Allen, est un clown et animateur de télévision américain, né le 15 mai 1928 et mort le 28 juillet 2015. Il anime des émissions de télévision pour enfants.

## Biographie

### Jeunesse
James H. Allen grandit à Portland dans l'Oregon. Il commence par effectuer des tours de magie avant de devenir clown. Durant les années 1950, il se produit dans des supper clubs et joue la comédie sur les ondes de radios locales. Il adopte le nom de Rusty the clown, puis Rusty Nails.

### Carrière télévisuelle
Allen devient une célébrité du Nord-Ouest des États-Unis en animant des émissions de télévision pour enfants sous les traits du clown Rusty Nails. Il débute en 1957 sur la chaîne locale KOIN. À partir de l'année suivante, il anime une émission diffusée le samedi matin sur KPTV. Le clown reste à l'antenne durant seize ans, sur KPTV et KATU. Pendant sa carrière, il reçoit des célébrités comme l'humoriste Phyllis Diller, les acteurs Roy Rogers et Dale Evans, ou encore le comédien de doublage Mel Blanc. Rusty chante en s'accompagnant au piano et introduit les dessins animés de la Warner Bros. diffusés durant son show. Allen interprète d'autres personnages au cours de l'émission, dont un « péquenaud » (en anglais : country bumpkin) nommé Bent Nails, le cow-boy Hob Nails, le fermier Barn Nails, ainsi que le professeur Nails, un savant distrait, et le clochard millionaire Flathead Nails. Grâce à un procédé technique reposant sur l'emploi de bandes enregistrées de format 16 mm, Rusty interagit parfois avec eux à l'écran.
Les publicités diffusées durant son émission sont critiquées par Peggy Charren (en), fondatrice de l'association Action for Children's Television qui milite pour le retrait des messages publicitaires visant les enfants. Allen, qui compte le prédicateur chrétien évangélique Billy Graham parmi ses proches, est ordonné pasteur baptiste. À l'approche des fêtes, il aborde souvent des thèmes religieux dans son show, et est accusé par la militante athée Madalyn Murray O'Hair d'endoctriner son jeune public. Son émission est retirée de l'antenne. Par la suite, il est fréquemment invité à se produire dans d'autres shows télévisés.

### Autres activités
James Allen anime des ouvertures de magasins et apparaît dans des festivals régionaux, comme le Portland Rose Festival (en). En 1998, il publie son autobiographie, intitulée Send in the Clowns. Dans les années 2000, Allen continue de se produire dans le Nord-Ouest des États-Unis. Il effectue une tournée d'adieux en 2002,.

## Reconnaissance
Le créateur des Simpson, Matt Groening, originaire de Portland, s'est inspiré de Rusty Nails pour créer le personnage de Krusty le clown, bien que, selon Groening, leur personnalité diffère.

## Ouvrage
- (en) Send in the Clowns, Action Pub, 1998, 210 p. (ISBN 9781891879012)